# Novopokrovszkajai járás

A Novopokrovszkajai járás a Krasznodari határterületen

A Novopokrovszkajai járás (oroszul Новопокровский муниципальный район) Oroszország egyik járása a Krasznodari határterületen. Székhelye Novopokrovszkaja.

## Népesség
- 1989-ben 46 842 lakosa volt.
- 2002-ben 47 893 lakosa volt, melyből 44 057 orosz (92%), 865 örmény, 861 ukrán, 533 cigány, 239 fehérorosz, 127 német, 82 azeri, 73 tatár, 65 grúz, 28 görög, 23 adige.
- 2010-ben 44 116 lakosa volt.